# Washington, Massachusetts
Washington är en kommun (town) i Berkshire County i delstaten Massachusetts, USA. Vid folkräkningen år 2000 bodde 544 personer på orten. Den har enligt United States Census Bureau en area på totalt 100,2 km² varav 2,4 km² är vatten.